# Asiagomphus auricolor
Asiagomphus auricolor — вид разнокрылых стрекоз из семейства Gomphidae.
Вид был описан в 1926 году как Gomphus auricolor Fraser, 1926, остается известен по одному экземпляру самки, собранному на территории Вьетнама. 
Единственное описание этого вида связано с местом «Ngai-Tio» в северном Вьетнаме, однако точное местонахождение доподлинно не известно, предполагаемые координаты 22°48′ с. ш. 103°30′ в. д. лежат на границе с Китаем.
О популяциях этого вида ничего не известно, также не известна и экология вида, который предположительно приурочен к пресноводным горным ручьям. Имеющейся информации не достаточно для определения охранного статуса в Международной красной книге.